# Хто працює, той пропащий (фільм)
Хто працює, той пропащий (італ. Chi lavora è perduto) — дебютний повнометражний фільм 30-річного Тінто Брасса, що вийшов на екрани у 1963 році.
Стрічка увійшла до «100 італійських фільмів, які потрібно зберегти».

## Сюжет
Молода людина опиняється у Венеції. Боніфаціо (персонаж був названий по імені новонародженого сина Брасса) — кресляр, який недавно закінчив навчання і отримав пропозицію працювати у великій фірмі. У великій фірмі він працювати не хоче під враженням від перегляду «Роботи» («Il Posto», 1961) Ерманно Ольмі та на ранок після іспитів бродить по вулицях Венеції, зустрічаючись з друзями і знайомими, багато з яких — ліві активісти. У нього є час згадати життя: любов до Габріелли, війну, партизанів, свого старого приятеля Клаудіо, який завжди ставився до роботи як до чогось корисного ...

## У ролях
| Актор           | Роль          |
| --------------- | ------------- |
| Саді Реббот     | Боніфаціо     |
| Паскейль Одрет  | Габріелла     |
| Франко Аркаллі  | Кім           |
| П'єро Віда      | друг Боніфачо |
| Нандо Анджеліні | сержант       |
| Тіно Буаззеллі  | Клаудіо       |
| Андреа Карлі    | епізод        |
| Джино Кавальєрі | епізод        |
| Енцо Ніґро      | епізод        |
| Монік Мессін    | модель        |

## Знімальна група
- Режисер — Тінто Брасс
- Автори сценарію — Тінто Брасс, Джан Карло Фуско, Франко Аркаллі
- Монтаж — Тінто Брасс
- Продюсер — Моріс Ерґас
- Композитор — П'єро Піччоні
- Музика — П'єро Піккені
- Оператор — Бруно Баркарол
- Художник по костюмах — Даніло Донаті
- Сценографія — Рауль Шульц
- Асистент Режисера —Джанфранко Кемпіґотто